# Dave (film)
Dave is een Amerikaanse komische film uit 1993 van Ivan Reitman met in de titelrol Kevin Kline en met verder onder meer Sigourney Weaver en Ving Rhames.

## Verhaal
Dave Kovic (Kevin Kline) runt een uitzendbureau in Washington D.C., maar klust bij als imitator van president Bill Mitchell (ook Kline). Mitchell heeft een affaire met Witte Huis-medewerkster Randi (Laura Linney) en om dit te verdoezelen wordt Dave ingeschakeld door Stevensen (Ving Rhames), een medewerker van de geheime dienst. De echte president raakt ondertussen in een coma als gevolg van een beroerte, waarna stafchef Bob Alexander (Frank Langella) en staflid Reed (Kevin Dunn) Dave vragen om de komedie vol te houden, dit omdat de rechtmatige vervanger, vicepresident Nance (Ben Kingsley), labiel zou zijn. Nance wordt op een lange reis door Afrika gestuurd en ook first lady Ellen (Sigourney Weaver), die gescheiden van haar man leeft, weet van niets. Bobs plan is om Nance via een schandaal te laten aftreden, zich door Dave zelf tot vicepresident te laten uitroepen en uiteindelijk, als de president zogenaamd een zware beroerte krijgt, president te worden. Dave, die zich echt met het beleid begint te bemoeien, dwingt Bob echter tot aftreden. Ondertussen bekent Dave aan Ellen dat hij niet haar man is en beginnen hij en zij gevoelens voor elkaar te ontwikkelen.

## Rolverdeling
| Acteur           | Personage                | Opmerkingen                                          |
| ---------------- | ------------------------ | ---------------------------------------------------- |
| Kevin Kline      | Dave Kovic/Bill Mitchell | dubbelrol                                            |
| Sigourney Weaver | Ellen Mitchell           | first lady                                           |
| Frank Langella   | Bob Alexander            | stafchef van het Witte Huis en voormalig senator     |
| Kevin Dunn       | Alan Reed                | White House Director of Communications               |
| Ving Rhames      | Duane Stevensen          | medewerker United States Secret Service              |
| Ben Kingsley     | Gary Nance               | vicepresident                                        |
| Charles Grodin   | Murray Blum              | vriend van Dave                                      |
| Laura Linney     | Randi                    | Witte Huis-medewerkster en minnares van de president |
| Bonnie Hunt      | gids in het Witte Huis   |                                                      |

## Trivia
In de film zijn vele politici en andere bekende personen kort als zichzelf te zien, waaronder Chris Dodd, Tip O'Neill, Larry King en Arnold Schwarzenegger. Jason Reitman, de zoon van regisseur Ivan, heeft een rolletje als zoon van de vicepresident. Reitmans dochter heeft een cameo wanneer Dave op een varken bij Durenberg een auto aanprijst. 